# 北美电话区号901
电话区号901服务田纳西州孟菲斯及其大部分内环郊区。从地理范围上看，它是该州面积最小的区号。

## 历史

### 最初分配方案

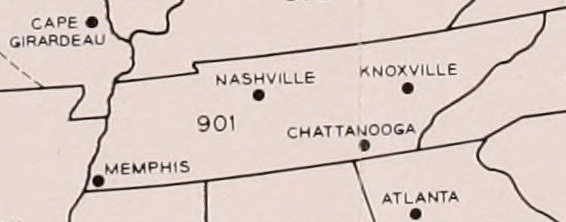
1947-1954年的区号901。

区号901是1947年北美电话号码计划创建时的原始区号之一，覆盖整个田纳西州。

### 拆分和叠加

#### 1954年分拆
在1954年的拆分中，区号901改为仅限于田纳西州西部，而田纳西州东部三分之二的部分，即田纳西河以东的部分划给了区号615 。

#### 2001年拆分

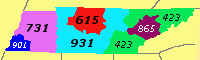
2001 年后的区号901 （深蓝色）。

尽管有当时该州最大的城市孟菲斯，西田纳西州人口并不像该州其他两个大地域分区那样密集。这使得区号901一直是西田纳西州的唯一区号长达47年之久。然而，到了世纪之交，由于孟菲斯地区的快速发展以及手机和寻呼机的普及，901号码资源已接近枯竭。此外，孟菲斯LATA向密西西比北部延伸了一段距离，这意味着孟菲斯地区密西西比一侧的几个号段（1999年之前的区号601和1999年以来的区号662的一部分）无法使用。 2001年9月17日，区号731被分配给孟菲斯地区以外的西田纳西州的大部分地区。目前，区号901服务费耶特县、谢尔比县和蒂普顿县，该地区与孟菲斯地区的内环大致相同。
尽管孟菲斯地区发展迅速，手机数量不断增加，但901号码还远未耗尽。它是目前为数不多的未被重叠覆盖的市区区号之一，孟菲斯也因此成为仍然可以进行七位拨号的最大城市之一。根据目前的预测，这种情况可能会一直持续到2043年。 